# Laval (Mayenne)
Laval város Franciaország nyugati részén, Loire mente régióban, Mayenne megye székhelye. A település a Mayenne folyó két partján terül el. A dimbes-dombos oldalon van a történelmi városmag, a sziklacsúcson a várral, a lejtőkön a régi katedrálissal. Franciaország kulturális és történelmi városa címet viseli.

## Története
Ismertek voltak a középkori város takácsmesterei, elsősorban toiles de Laval nevű lenvásznaikról. A város a francia forradalom elleni felkelés, a chouannerie idején vált különösen híressé, itt harcoltak először a Jean Chouan néven ismertté vált királypárti vezér, Jean Cottereau csapatai. A városért vívott csatában azonban a royalisták vereséget szenvedtek. Laval a szülővárosa a századforduló különös festőjének, a vámos Henri Rousseau-nak és Alfred Jarrynak, a szürrealista írónak, akinek műve az Übü király.

## Demográfia
| Év   | Lakosság |
| ---- | -------- |
| 1793 | 14 822   |
| 1800 | 13 825   |
| 1806 | 15 167   |
| 1821 | 15 736   |
| 1836 | 17 810   |
| 1856 | 21 293   |
| 1861 | 22 892   |
| 1866 | 27 189   |

| Év   | Lakosság |
| ---- | -------- |
| 1872 | 26 343   |
| 1876 | 27 107   |
| 1881 | 29 889   |
| 1886 | 30 627   |
| 1891 | 30 374   |
| 1896 | 29 853   |
| 1901 | 30 356   |
| 1906 | 29 751   |

| Év   | Lakosság |
| ---- | -------- |
| 1911 | 30 252   |
| 1921 | 27 464   |
| 1926 | 28 099   |
| 1931 | 27 792   |
| 1936 | 28 380   |
| 1946 | 32 544   |
| 1954 | 34 597   |
| 1962 | 39 283   |

| Év   | Lakosság |
| ---- | -------- |
| 1968 | 45 674   |
| 1975 | 51 544   |
| 1982 | 50 360   |
| 1990 | 50 473   |
| 1999 | 50 947   |
| 2006 | 51 233   |
| 2010 | 50 940   |

## Látnivalók
- Vieille ville - a folyó jobb partján elhelyezkedő óváros, melynek központja a place de la Trémoille, ahol Laval grófjainak kis palotája,, a reneszánsz stílusú Nouveau Chateau áll. A mintegy háromszáz éves épület ma az Igazságügyi Palota. A környező kis utcákban több középkori és reneszánsz épület maradt fenn. Az egykori városfal egyetlen fennmaradt őrtornya, a Tour Renaise.
- Cathédrale de la Trinité - az eredetileg XII. századi templom mai formája többszöri átalakítás eredménye. Márványból és tufából faragott oltárai, XVI. századi faliszőnyegei, valamint flamand szárnyas oltára mint a katedrális ékességei.
- Le Chateau - a vár a XII. században épült, a Bretagne és Normandia határán húzódó védelmi rendszer tagjaként, a normandiai oldalon. A napjainkig is fennmaradt épületek egy része a XIII. században készültek, de többször átalakították azokat. A kastély egy részében naiv festők alkotásai s a vámos Rousseau emlékszobája látható. A legjelentősebb műemlék a vártorony, a donjon, amely XI. századi alapokon áll. Különleges tetőszerkezete nagy mesterségbeli tudásról vall, a kör alakú központi magból sugárirányban szétfutó gerendákat középen szinte semmi nem tartja össze, mégis szilárdan tartják a súlyos tetőt. 1100 táján készítették, de a gerendákat folyamatosan cserélik.
- Basilique Notre-Dame-d'Avesniéres - a román stílusú ősi templom belsejében sok régi szobor van, a legérdekesebb a XVI. századbeli, a mennybe emelkedő Jézust lábujjhegyen állva ábrázoló alkotás.
- Ancienne église du Pritz - a csaknem ezer esztendős kis templom román stílusban készült. Különlegessége a falfestmények sorozata, a legrégebbiek XI. századiak, ezek Szűz Mária életének jeleneteit ábrázolják. Vannak freskók a XIII., a XIV. és a XV. századból is.

## Testvérvárosok
- Boston
- Halkidikí
- Gandia
- Garango
- Laval
- Mettmann
- Vătava

## Külső hivatkozások
- Hivatalos honlap Archiválva 2011. május 16-i dátummal a Wayback Machine-ben

## Képek

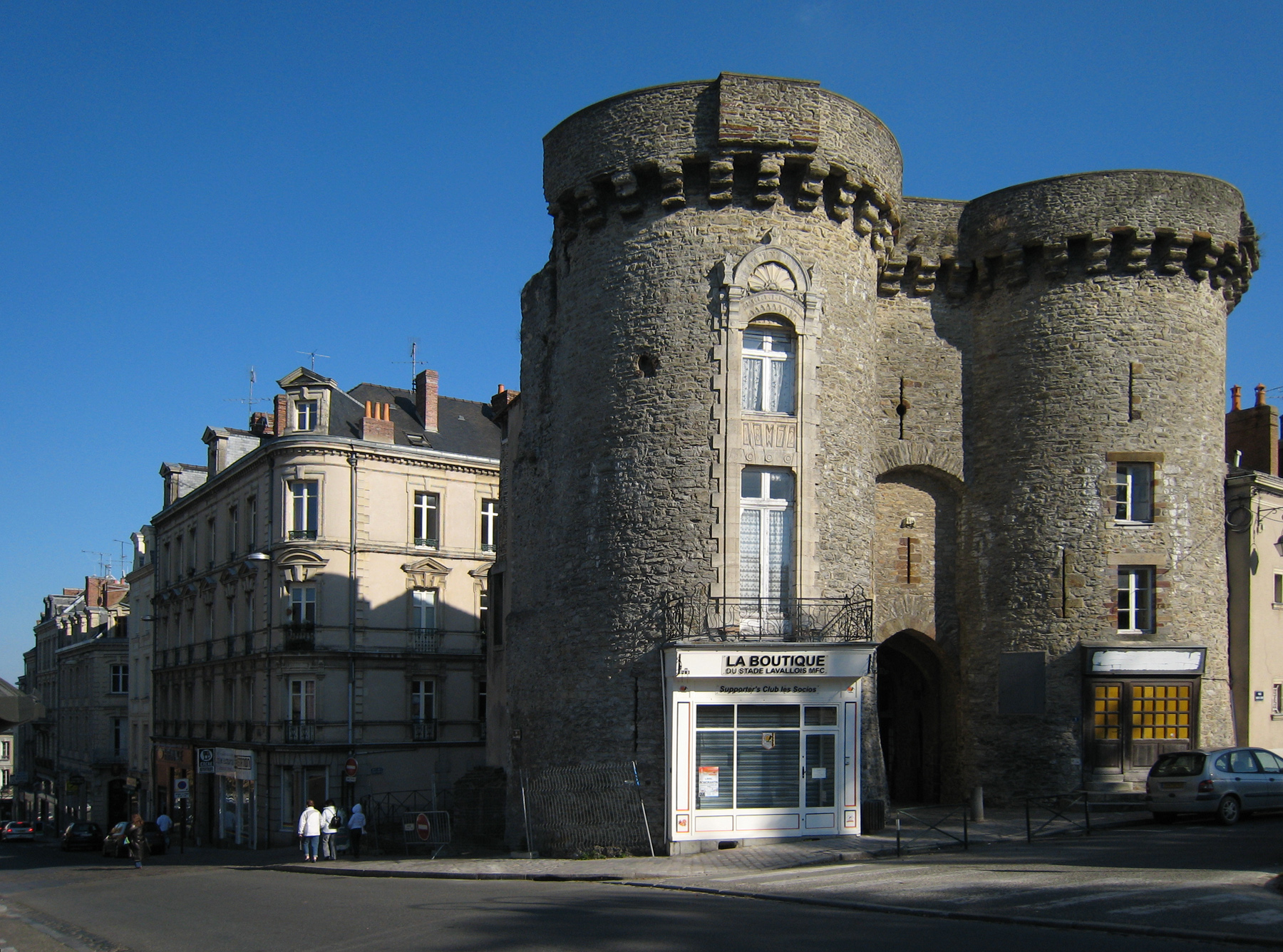
A régi városkapu
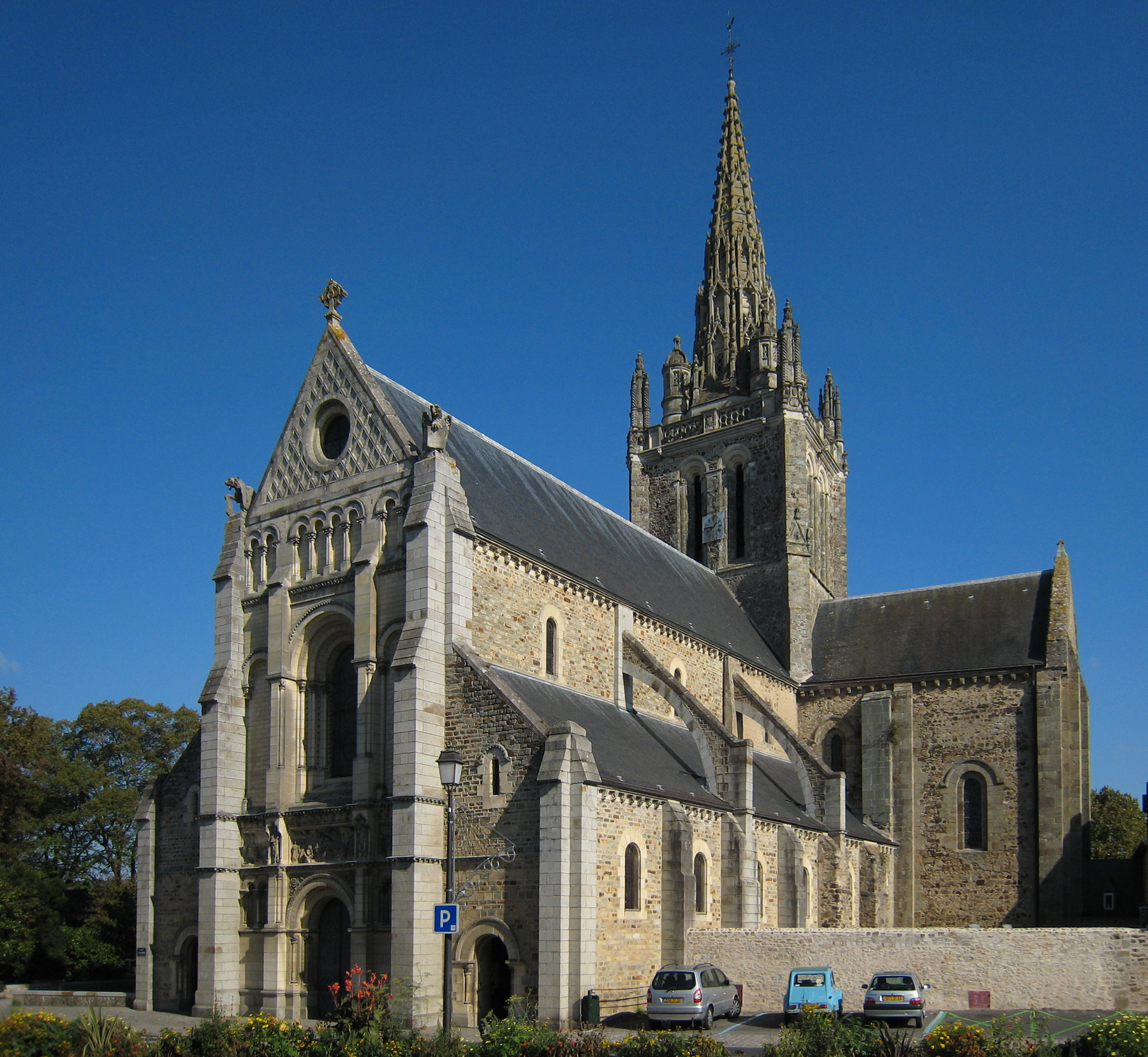
Basilique Notre-Dame-d'Avesniéres
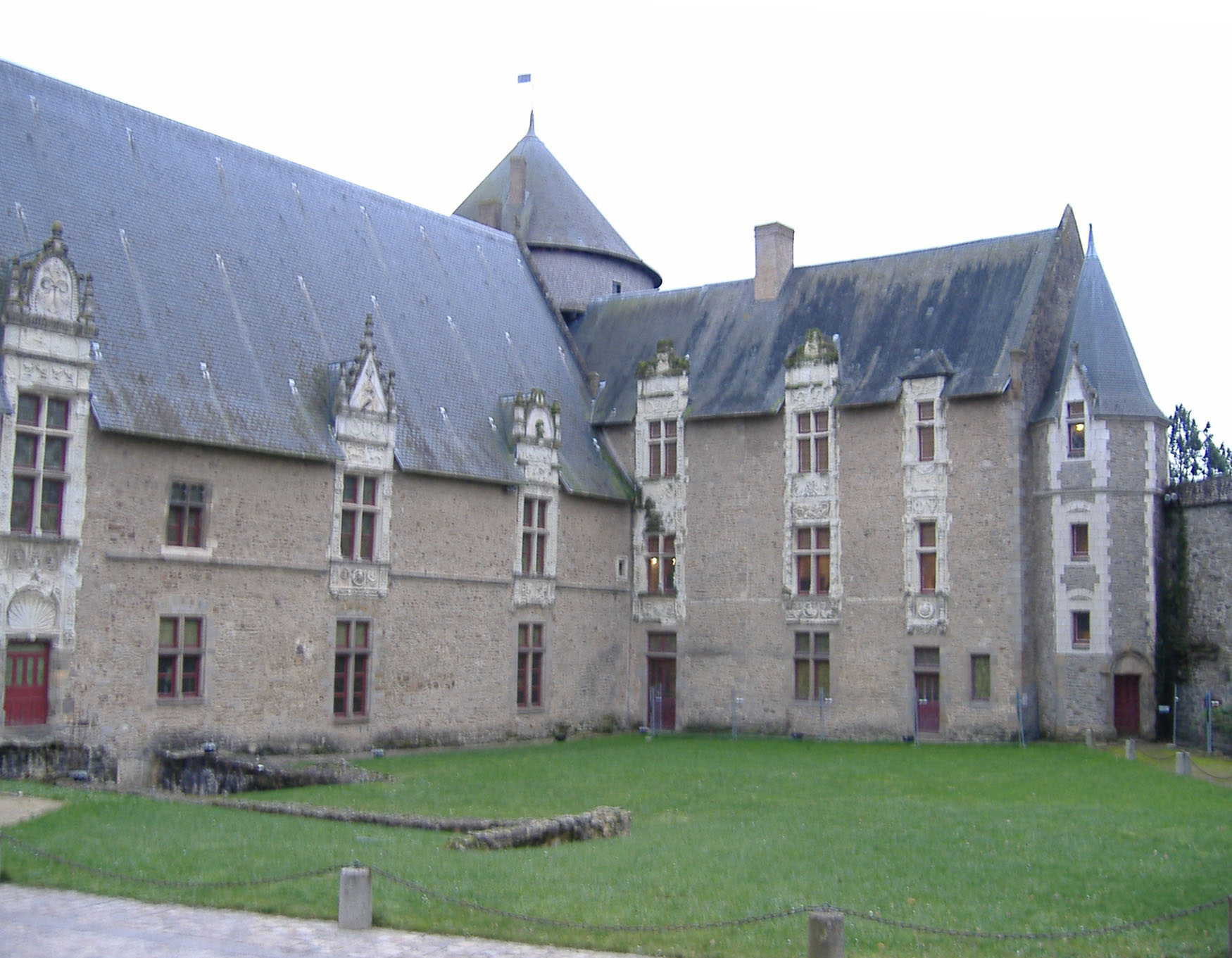
Le Chateau